# Survivor Series (2014)
Survivor Series 2014 – gala PPV zorganizowana przez World Wrestling Entertainment, która odbyła się 23 listopada 2014 roku w Scottrade Center w St. Louis. Była to dwudziesta ósma gala Survivor Series w historii. Liczba widzów wynosiła 12 000.
W walce wieczoru Team Cena (John Cena, Dolph Ziggler, Big Show, Erick Rowan i Ryback) pokonał Team Authority (Seth Rollins, Kane, Mark Henry, Rusev i Luke Harper) w Five-on-Five Traditional Survivor Series elimination tag team matchu, którego konsekwencją było pozostanie drużyny Ceny w federacji oraz utrata władzy przez The Authority.

## Wyniki
| Lp.                                 | Walka | Stypulacja | Czas  |
| ----------------------------------- | --- | --- | ----- |
| 1                                   | Fandango (z Rosą Mendes) pokonał Justina Gabriela | Singles match | 3:18  |
| 2                                   | Jack Swagger (z Zebem Colterem) pokonał Cesaro poprzez poddanie | Singles match | 5:34  |
| 3                                   | The Miz i Damien Mizdow pokonali Goldusta i Stardusta (c), The Usos (Jimmy Uso i Jey Uso) and Los Matadores (Diego i Fernando; z El Torito)                                                                           | Fatal four-way tag team match o pas WWE Tag Team Championship | 15:25 |
| 4                                   | Team Fox (Alicia Fox, Emma, Naomi i Natalya; z Tysonem Kiddem) pokonały Team Paige (Paige, Cameron, Layla i Summer Rae)                                                                                               | Four-on-Four Traditional Survivor Series elimination tag team match | 14:34 |
| 5                                   | Bray Wyatt pokonał Deana Ambrose’a poprzez dyskwalifikację | Singles match | 13:59 |
| 6                                   | Adam Rose i The Bunny pokonali Slater Gator (Heath Slater i Titus O’Neil) | Tag team match | 2:36  |
| 7                                   | Nikki Bella (z Brie Bellą) pokonała AJ Lee (c) | Singles match o pas WWE Divas Championship | 0:35  |
| 8                                   | Team Cena (John Cena, Dolph Ziggler, Big Show, Erick Rowan i Ryback) pokonał Team Authority (Seth Rollins, Kane, Mark Henry, Rusev i Luke Harper; z Triple H, Stephanie McMahon, Jamie Noble, Joeyem Mercurym i Laną) | Five-on-Five Traditional Survivor Series elimination tag team match; jeśli Team Authority przegra, będzie odsunięty od władzy; jeśli Team Cena przegra, członkowie drużyny Ceny zostaną zwolnieni | 43:07 |
| (c) – mistrz/mistrzowie przed walką | | |       |

### Four-on-Four Traditional Survivor Series elimination tag team match
| Kol.                                               | Zawodniczka | Drużyna    | Wyeliminowana przez | Okoliczności eliminacji               | Czas  |
| -------------------------------------------------- | ----------- | ---------- | ------------------- | ------------------------------------- | ----- |
| 1                                                  | Cameron     | Team Paige | Naomi               | Bridging rolling reverse cradle pin   | 06:12 |
| 2                                                  | Layla       | Team Paige | Fox                 | Spinowana po tilt-a-whirl backbreaker | 09:29 |
| 3                                                  | Summer Rae  | Team Paige | Emma                | Poddanie po Emma Lock                 | 12:04 |
| 4                                                  | Paige       | Team Paige | Naomi               | Spinowana po headscissors DDT         | 14:34 |
| Zwyciężczynie: Alicia Fox, Emma, Naomi and Natalya |             |            |                     |                                       |       |

### Five-on-Five Traditional Survivor Series elimination tag team match
| Kol.                                 | Zawodnik     | Drużyna        | Wyeliminowany przez | Okoliczności eliminacji                                                   | Czas  |
| ------------------------------------ | ------------ | -------------- | ------------------- | ------------------------------------------------------------------------- | ----- |
| 1                                    | Mark Henry   | Team Authority | Big Show            | Spinowany po Knockout Punch                                               | 00:50 |
| 2                                    | Ryback       | Team Cena      | Rusev               | Spinowany po Curb Stomp od Rollinsa i jumping side kick od Ruseva         | 08:10 |
| 3                                    | Rusev        | Team Authority | N/A                 | Wyliczony po skoku na stół komentatorski                                  | 21:00 |
| 4                                    | Erick Rowan  | Team Cena      | Harper              | Spinowany po diving high knee od Rollinsa i discus clothesline od Harpera | 24:14 |
| 5                                    | John Cena    | Team Cena      | Rollins             | Spinowany po Knockout Punch od Big Showa                                  | 25:11 |
| 6                                    | Big Show     | Team Cena      | N/A                 | Wyliczony po opuszczeniu ringu                                            | 26:30 |
| 7                                    | Kane         | Team Authority | Ziggler             | Spinowany po superkick i Zig Zag                                          | 29:35 |
| 8                                    | Luke Harper  | Team Authority | Ziggler             | Spinowany poprzez roll up                                                 | 31:35 |
| 9                                    | Seth Rollins | Team Authority | Ziggler             | Spinowany po Zig Zag i przy pomocy Stinga                                 | 43:06 |
| Zwycięzca: Dolph Ziggler (Team Cena) |              |                |                     |                                                                           |       |